# سن-کوم، کبک
سَن-کُم (به فرانسوی: Saint-Côme) قصبه‌ای در منطقه شهری ماتاوینی ناحیه لانودییر در استان کبک کانادا است. در سرشماری سال ۲۰۱۱ این قصبه ۲٬۰۰۷ نفر جمعیت داشته‌است و مساحت آن ۱۶۷٫۲۶ کیلومتر مربع است.